# 多輻瓦鰈
多輻瓦鰈（学名：Poecilopsetta multiradiata）為輻鰭魚綱鰈形目鰈亞目瓦鰈科的其中一種，分布於西南太平洋紐西蘭及新喀里多尼亞海域，棲息深度336-460公尺，體長可達15.5公分，棲息在底層水域，生活習性不明。
其种加词“multiradiata”意为“多辐的”。